# Csanád vármegye
Csanád vármegye (németül: Komitat Tschanad, latinul: Comitatus Chanadiensis) közigazgatási egység volt a Magyar Királyság alföldi részében. A vármegye területe nagyobbrészt jelenleg is Magyarországhoz, kisebbrészt Romániához tartozik. Központja Makó volt.

## Földrajz
Csanád vármegye egykori területének legnagyobb része síkság, keleten néhol dombok is találhatóak. Legfontosabb folyói: délen a Maros, északon a Száraz-ér (a Holt-Maros egyik ága). Csanád vármegye a Magyar Királyság egyik legtermékenyebb mezőgazdasági területe volt.
Északról Békés vármegye, keletről Arad vármegye, délről Torontál vármegye, nyugatról pedig Csongrád vármegye határolta. 

## Történelem
Csanád vármegye nevét Csanád vezérről, Ajtony legyőzőjéről kapta. Területe a megalapítás korában a mainál sokkal nagyobb volt, magába foglalta Temes, Torontál, Arad, Krassó, Keve és a későbbi Csanád vármegyéket. A török hódoltság időszakától eltekintve megszakítás nélkül magyar fennhatóság alatt állt, 1918-ban a vármegye  egésze román megszállás alá került, és bár a románok az egész vármegyére igényt formáltak, csak Nagylak és környéke került a trianoni békeszerződés következtében Romániához.
Az el nem csatolt rész 1923-ban egyesült Torontál vármegye és Arad vármegye Magyarországon maradt részeivel, így jött létre Csanád, Arad és Torontál k.e.e. vármegye, melynek neve 1945-ben Csanádra egyszerűsödött, majd az 1950-es megyerendezéskor területét felosztották Békés megye és Csongrád megye között. Egy 2017-ben indoklás nélkül hozott országgyűlési határozat alapján 2020. június 4-én Csongrád megye felvette a Csongrád-Csanád megye nevet.
A Romániához csatolt terület ma Arad megye részét képezi.

## Lakosság
- A lakosság száma 1857-ben[2]  94 443 volt. Közülük 79 443 magyar (98,50%), 850 német (0,33%),4 120 szlovák (1,11%), 96 görög (1,11%) anyanyelvű volt.

- A lakosság száma1910-ben a vármegyének összesen 140 007 lakosa volt, így Csanád vármegye területe volt az egyik legsűrűbben lakott a Magyar Királyságon belül. Az etnikai összetétel a következő volt:
- 103 242 (73,74%) magyar
- 17 274 (12,31%) szlovák
- 13 982 (9,98%) román
- 3981 (2,84%) szerb
- 1182 (0,84%) német

A magyarok a vármegye minden járásában többségben voltak, kivétel volt a Nagylaki járás, ahol a románok és a szlovákok alkottak többséget. A szerbek a Battonyai járásban éltek, míg a németek elszórtan.
A vármegye lakosságából 71 610 római katolikus, 25 234 kálvinista, 18 384 lutheránus, 4520 görögkatolikus, 16 567 ortodox és 3254 zsidó.

## Közigazgatás
1910-ben a vármegye négy járásra volt felosztva:
- Battonyai járás, székhelye Battonya
- Központi járás, székhelye Makó
- Mezőkovácsházi járás, székhelye Mezőkovácsháza
- Nagylaki járás, székhelye Nagylak,

továbbá a megyéhez tartozott még Makó rendezett tanácsú város.